# Jean de Frétigny
Jean de Frétigny, né en Bourgogne ou à Frétigny et  mort le 12 avril 1432 à Chartres, est un prélat français du XVe siècle. Il est fils de Humbert de Frétigny et de Catherine de la Palu et a pour oncle le cardinal Pierre de Fétigny.

## Biographie
Jean de Frétigny est chanoine de Chartres et archidiacre de Blois, lorsque, sur la demande du chapitre de Chartres, le pape Martin V l'appelle en  1419, à ce siège.  Les Armagnacs occupent alors le pays chartrain de sorte que c'est à Saint-Pierre-en-Val que Jean, prend possession du siège. Jean a un concurrent en la personne de  Robert Dauphin d'Auvergne, abbé de la Sainte-Trinité de Tiron, élu par les chanoines (minoritaires) partisans du roi de France, mais c'est Jean de Frétigny qui détient effectivement le siège.
Jean est partisan du roi d'Angleterre et se soumet à Thomas Montagu, comte de Salisbéry. L'évêque de Frétigny  est tué les armes à la main, le 12 avril 1432 lors de la prise de la ville de Chartres par Jean d'Orléans, comte de Dunois et les troupes de Charles VII.